# Santena
Santena és un municipi italià de la ciutat metropolitana de Torí, a la regió del Piemont. Està situat al sud-est de Torí. El juliol del 2021 tenia 10.519 habitants. Limita amb els municipis de Chieri, Cambiano, Trofarello, Poirino i Villastellone.

## Administració
| Període | Identitat | Partit        |
| ------- | --------- | ------------- |
| 2012-   | Ugo Baldi | Llista cívica |